# Архиепархия Вармии

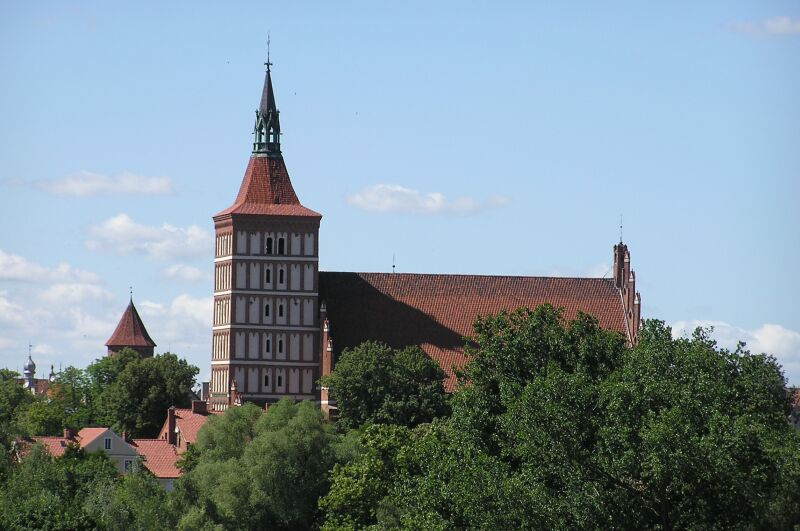
Сокафедральный собор святого Иакова, Ольштын, Польша

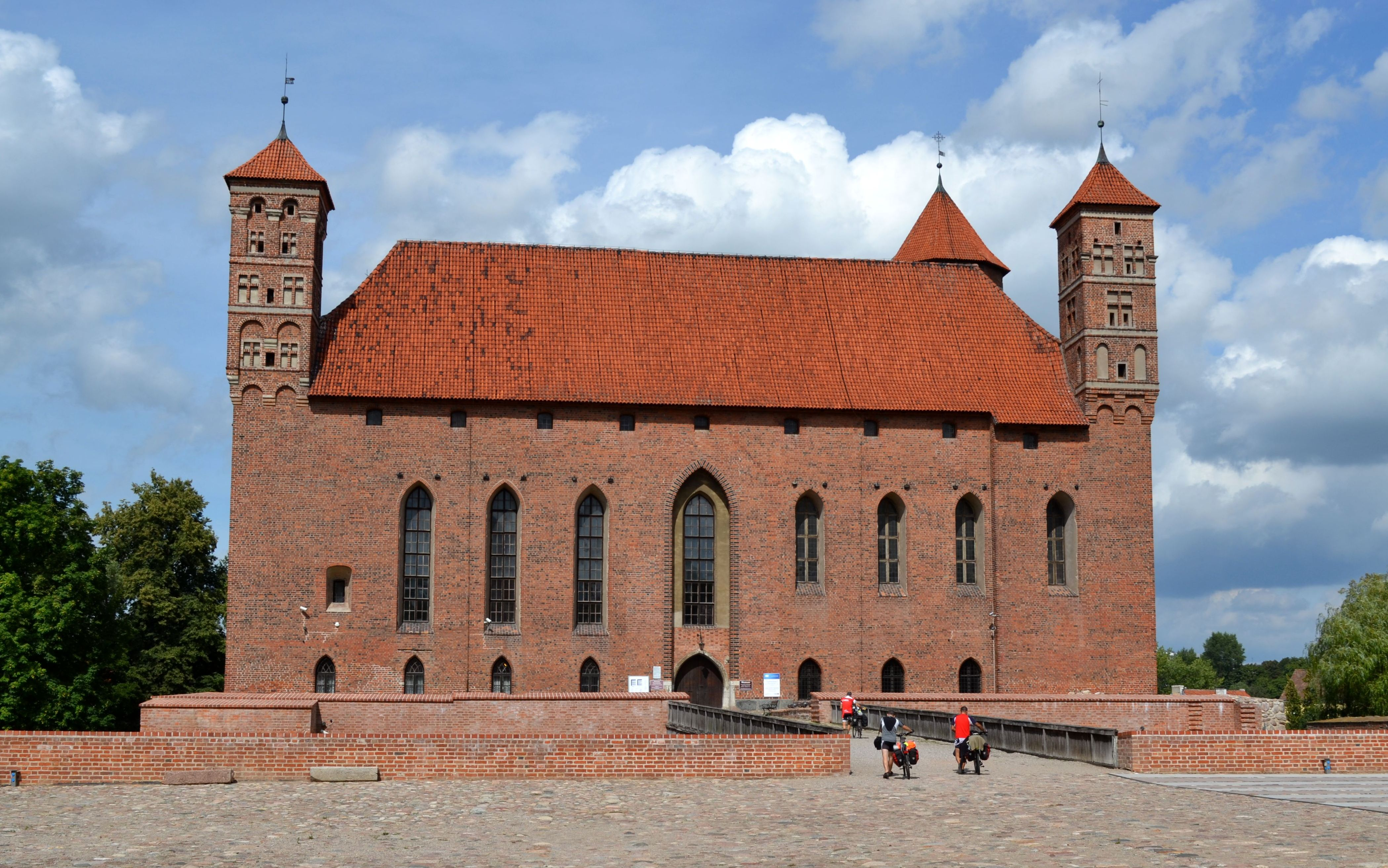
Резиденция епископа епархии Вармии, Лидзбарк-Варминьски, Польша

 Архиепархия Вармии  (лат. Archidioecesis Varmiensis) — архиепархия Римско-Католической церкви с центром в городе Фромборк, Польша. В митрополию Вармии входят епархии Эльблонга, Элка. Кафедральным собором архиепархии Вармии является Собор Успения Пресвятой Девы Марии и святого апостола Андрея. В городе Ольштыне находится сокафедральный собор святого Иакова.

## История
24 июля 1243 года папским легатом Гульельмо да Модена была установлена епархия Вармии. Первоначально кафедра епархии Вармии находилась в Браневе. С 1254 года епархия Вармии входила в митрополию Риги. С 1341 года кафедра епархии Вармии была перенесена в город Орнету, где находилась до 1350 года, когда вновь была переведена в Лидзбарк-Варминьски.
Во время протестантской Реформации Вармия находилась на территории Королевства Польши, позднее Вармия вошла в Пруссию, став католическим анклавом среди лютеранского немецкого населения.
В 1795 году кафедра епархии Вармии переместилась во Фромброк.
16 июля 1821 года Римский папа Пий VII издал буллу De salute animarum, которой подчинил епархию Вармии непосредственно Святому Престолу.
4 апреля 1926 года епархия Вармии передала часть своей территории апостольской прелатуре Клайпеды (сегодня — Епархия Тельшяя).
13 августа 1930 года Римский папа Пий XI издал буллу Pastoralis officii nostri, которой присоединил епархию Вармии к митрополии Вроцлава.
После 1945 года немецкое население епархии Вармии было переселено в город Верль, где был основан деканат епархии Вармии, просуществовавший до 1972 года. 28 июня 1972 года Римский папа Павел VI издал буллу Episcoporum Poloniae coetus, которой учредил апостольский викариат для немцев-эмигрантов с территории епархии Вармии.
25 марта 1992 года Римский папа Иоанн Павел II издал буллу Totus tuus Poloniae populus, которой возвёл епархию Вармии в ранг архиепархии, присоединив к ней новые епархии Эльблонга и Элка.

## Ординарии епархии
- епископ Анцельм из Мейсена (1250—1278)
- епископ Хенрик Флеминг (1278 — 15.07.1300)
- епископ Эберхард из Нисы (1301 — 25.05.1326)
- епископ Йордан (1327 — 26.11.1328)
- епископ Хенрик Вогенап (1329 — 9.04.1334)
  - Sede vacante (1334—1337)
- епископ Герман из Праги (3.12.1337 — 31.12.1349)
- епископ Ян из Мисни (1350 — 30.07.1355)
- епископ Ян Стрыпрок (17.11.1355 — 1.09.1373)
- епископ Хенрик Сорбом (5.09.1373 — 12.01.1401)
- епископ Хенрик Фогельзанг (29.03.1401 — 4.06.1415)
- епископ Ян Абецьер (8.06.1415 — 11.02.1424)
- епископ Франтишек Кушмальц (8.04.1424 — 10.06.1457)
  - епископ Энеа Сильвио Пикколомини (12.08.1457 — 19.08.1458) — апостольский администратор; избран Римским папой Пием II
  - епископ Павел Легендорф (1460 — 23.07.1467) — апостольский администратор
- епископ Миколай Тунген (4.11.1468 — 14.02.1489)
- епископ Лукаш Ватценроде (18.05.1489 — 29.03.1512)
- епископ Фабиан Лузяньский (сентябрь 1512 — 30.01.1523)
- епископ Маурыций Фербер (17.07.1523 — 1.07.1537)
- епископ Ян Дантышек (1537 — 28.11.1548)
- епископ Тидеман Гизе (25.05.1549 — 23.10.1550)
- епископ Станислав Гозий (1551 — 5.08.1579)
- епископ Марцин Кромер (1579 — 23.03.1589)
- епископ Андраш Батори (23.03.1589 — 3.11.1599) — кардинал с 1584 года
- епископ Пётр Тылицкий (1600—1604) — назначен епископом Влоцлавека
- епископ Шимон Рудницкий (1604 — 4.07.1621)
- епископ Ян Ольбрахт Ваза (21.10.1621 — 20.11.1632) — назначен епископом Кракова
- епископ Миколай Шишковский (1633 — 7.02.1643)
- епископ Ян Кароль Конопацкий (1643 — 23.12.1643)
- епископ Вацлав Лещиньский (6.04.1644 — 27.01.1659) — назначен архиепископом Гнезно
- епископ Ян Стефан Выджга (10.11.1659 — 17.07.1679) — назначен архиепископом Гнезно
- епископ Михаил Стефан Радзиевский (23 сентября 1680 — 17 мая 1688) — назначен архиепископом Гнезно; кардинал с 11.10.1705 года
- епископ Ян Станислав Збонский (3.09.1688 — 21.05.1697)
- епископ Анджей Хризостом Залуский (6.06.1698 — 1.05.1711)
- епископ Теодор Анджей Потоцкий (16.11.1711 — 9.01.1723) — назначен архиепископом Гнезно
- епископ Кшиштоф Анджей Ян Шембек (14.02.1724 — 16.03.1740)
- епископ Адам Станислав Грабовский (14.04.1741 — 15.12.1766)
- епископ Игнаций Блажей Франтишек Красицкий (15.12.1766 — 13.04.1795) — назначен архиепископом Гнезно
- епископ Иоганн Карл фон Гогенцоллерн-Эхинген (16.07.1795 — 11.08.1803)
  - Sede vacante (1803—1817)
- епископ Йозеф, князь фон Гогенцоллерн-Эхинген (1817 — 26.09.1836)
- епископ Андреас Станислаус фон Хаттен (26.04.1837 — 3.01.1841)
- епископ Йозеф Амброзиус Гериц (21.01.1841 — 16.08.1867)
- епископ Филипп Кременц (22.10.1867 — 30.06.1885) — назначен архиепископом Кёльна
- епископ Андреас Тиль (15.12.1884 — 17.07.1908)
- епископ Аугустинус Блудау (26.11.1908 — 9.02.1930)
- епископ Максимилиан Йозеф Йоханнес Каллер (23.07.1930 — 7.07.1947)
  - епископ Ян Гановский (28.07.1945 — 15.08.1945) — апостольский администратор
  - епископ Теодор Бенш (15.08.1945 — 26.01.1951) — апостольский администратор
  - епископ Войцех Цинк (1.08.1951 — 2.10.1953) — апостольский администратор
  - епископ Стефан Бискупский (3.10.1953 — 28.11.1956) — апостольский администратор
  - епископ Томаш Вильчиньский[пол.] (1.12.1956 — 5.08.1965) — апостольский администратор
  - епископ Юзеф Джазга[пол.] (1965 — 28.06.1972) — апостольский администратор
- епископ Юзеф Джазга (28.06.1972 — 12.09.1978)
- епископ Юзеф Глемп (4.03.1979 — 7.07.1981) — назначен архиепископом Гнезно
- епископ Ян Облонк (13.04.1982 — 1988)
- епископ, с 1992 — архиепископ Эдмунд Михал Пищ[пол.] (22.10.1988 — 30.05.2006)
- архиепископ Войцех Жемба[пол.] (30.05.2006 — 15.10.2016)
- архиепископ Юзеф Гужиньский[пол.] (15.10.2016 — по настоящее время)

## Источник
- Annuario Pontificio, Libreria Editrice Vaticana, Città del Vaticano, 2003, ISBN 88-209-7422-3
- Булла De salute animarum, Raffaele de Martinis, Iuris pontificii de propaganda fide. Pars prima, IV, Romae 1891, стр. 594 (лат.)
- Булла Pastoralis officii nostri, AAS 23 (1931), стр. 34 Архивная копия от 27 марта 2010 на Wayback Machine (лат.)
- Булла Totus Tuus Poloniae populus, AAS 84 (1992), стp. 1099 Архивная копия от 13 июля 2020 на Wayback Machine (лат.)